# Четук (посёлок)
Четук — посёлок в Теучежском муниципальном районе Республики Адыгея России.
Входит в состав Пчегатлукайского сельского поселения.

## Население
| 2002 | 2010 | 2013 | 2014 | 2015 | 2016 | 2017 |
| ---- | ---- | ---- | ---- | ---- | ---- | ---- |
| 185  | ↘162 | ↗261 | ↗337 | ↗344 | ↗352 | ↗434 |
| 2018 | 2019 | 2020 | 2021 | 2023 | 2024 |      |
| ↗465 | ↘459 | ↘433 | ↘167 | ↗187 | ↗194 |      |

По данным Всероссийской переписи 2021 года:
| Народ               | Численность, чел. | Доля от всего населения, % |
| ------------------- | ----------------- | -------------------------- |
| адыги               | 118               | 70,65 %                    |
| русские             | 43                | 25,74 %                    |
| другие / не указано | 6                 | 3,59 %                     |
| всего               | 167               | 100,0 %                    |

## Улицы
- Адыгеи,
- Гагарина,
- Ленина,
- Победы,
- УСБ.